# 対馬市立金田小学校
対馬市立金田小学校（つしましりつ かんだしょうがっこう, Tsushima City Kanda Elementary School）は長崎県対馬市厳原町下原にある公立小学校。

## 概要
歴史
1877年（明治10年）に開校した「小茂田小学校」を前身とする。2012年（平成24年）に創立135周年を迎えた。なお、校地近くにある小茂田浜にはかつて元寇（文永の役）で蒙古軍が上陸し、校地の周辺は合戦場になったと言われている。
校名の由来
古くから鉱山（対馬銀山・対州鉱山）で知られていたため、校地のある一帯は「金田」と呼ばれていたことから。またこの金田（かむだ、こむだ）がなまって「小茂田」（こもだ）という地名ができた。

校章
1957年（昭和32年）に制定。
校歌
1961年（昭和36年）に制定。作詞は宗武志、作曲は平井康太郎による。歌詞は2番まであり、両番に校名の「金田」が登場する。
校区
住所表記で対馬市厳原町の後に「下原（しもばる）、樫根（かしね）、小茂田（こもだ）、小茂田浜（こもだはま）、椎根（しいね）、日掛（ひかけ）、阿連（あれ）、上槻（こうつき）、久根田舎（くねいなか）、久根浜（くねはま）」の続く地域。中学校区は対馬市立厳原中学校。
スクールバス
以下の3方面からスクールバスが運行されている（佐須中学校と共用）。
- 下原の中の「経塚（きょうづか）」
- 「阿連」（旧・阿連小学校区）
- 「上槻、久根田舎、久根浜」（旧・大調小学校区）および「椎根」

## 沿革
前史
- 1872年（明治5年）- 学制が公布される。
- 1874年（明治7年）から1877年（明治10年）までの間 - 小茂田・下原・椎根（しいね）各地区に小学校が創立され、1校に統合される。

正史
- 1877年（明治10年）10月12日 - 佐須村小茂田海馬原に「小茂田小学校」が開校。下原と椎根の2ヶ所に分校を設置。
- 1882年（明治15年）12月11日 - 教育令改正に伴い、「公立中等小茂田小学校」に改称。
- 1886年（明治19年）6月 - 小学校令により、「尋常金田小学校」に改称。
- 1893年（明治26年）9月1日 - 佐須村大字下原字フケノ床90の7・8の2番地に日掛分教場を設置。日掛と上山を通学区とする。
- 1895年（明治28年）4月 - 「金田尋常小学校」に改称。
- 1903年（明治36年）
  - 6月17日 - 佐須村立金田農業補習学校を併置。
  - 6月18日 - 佐須村大字下原字柳の本（下原分校周辺）に校舎を新築し、移転。
- 1905年（明治38年）8月8日 - 暴風雨による大洪水で校舎が損壊する。
- 1906年（明治39年）5月31日 - 高等科を併置し、「金田尋常高等小学校」と改称。
- 1908年（明治41年）4月1日 - 義務教育期間が尋常科4年から尋常科6年に延長される。高等科を廃止し、「金田尋常小学校」に戻る。尋常科5年を設置。
- 1909年（明治42年）
  - 4月 - 尋常科6年を設置。
  - 5月14日 - 旧・椎根分校の場所に椎根分教場を設置。
- 1912年（明治45年）4月 - 金田文庫（簡易図書館）が設置される。
- 1916年（大正5年）6月26日 - 高等科（修業年限2ヶ年）を併置し、再び「金田尋常高等小学校」となる。
- 1922年（大正11年）3月31日 - 椎根分教場を廃止。
- 1926年（大正15年）7月31日 - 併置の農業補習学校が青年訓練認定金田農業補習学校に改称。
- 1927年（昭和2年）4月1日 - 上山地区が金田尋常高等小学校（本校）の通学区となる。
- 1928年（昭和3年）9月18日 - 大洪水のため、校舎が使用不能となり、各地区での分散授業を余儀なくされる。
- 1932年（昭和7年）7月31日 - 阿連尋常小学校を統合し、阿連分教場とする。
- 1934年（昭和9年）4月1日 - 日掛分校の新校舎が下原944番2号に完成。
- 1935年（昭和10年）10月12日 - 佐須村大字下原36番地（現在地）に第一校舎が完成。
- 1937年（昭和12年）3月31日 - 阿連分教場が阿連尋常小学校として独立。
- 1941年（昭和16年）4月1日 - 国民学校令により、「金田国民学校」に改称。尋常科を初等科に改称。
- 1944年（昭和19年）1月18日 - 併置の青年訓練認定金田農業補習学校を佐須青年学校に改称。

金田小学校・中学校 併設期
- 1947年（昭和22年）4月1日 - 学制改革（六・三制の実施）
  - 旧・金田国民学校の初等科を改組し、「佐須村立金田小学校」とする。
  - 旧・金田国民学校の高等科と青年学校を改組し、佐須村立金田中学校（新制中学校）とし、小学校に併設。
- 1948年（昭和23年）3月29日 - 保護者会が解散し、金田小・中学校PTAが発足。
- 1952年（昭和27年）10月21日 - 第二校舎が完成。
- 1954年（昭和29年）1月27日 - 校門を設置。
- 1956年（昭和31年）
  - 9月30日 - 佐須村が厳原町に編入したことにより、「厳原町立金田小学校」と改称。
  - 11月 - 対州鉱山の隆盛で児童数が急増し、施設・設備が不足するようになったため、増築工事を実施。運動場を拡張。
- 1957年（昭和32年）3月15日 - 校旗と校章を制定。
- 1958年（昭和33年）4月1日 - 日掛分校の3年生以上が本校に通学するようになる。
- 1960年（昭和35年）3月12日 - へき地集会場（講堂）が完成。
- 1961年（昭和36年）3月16日 - 校歌が完成。第三校舎が完成。
- 1965年（昭和40年）
  - 2月28日 - 簡易水道が完成。
  - 5月31日 - 日掛分校校舎を改築。
  - 4月1日 - 特殊学級（現・特別支援学級）を設置。

- 1966年（昭和41年）
  - 7月30日 - 自転車置き場が完成。
  - 8月28日 - スクールバスを購入。

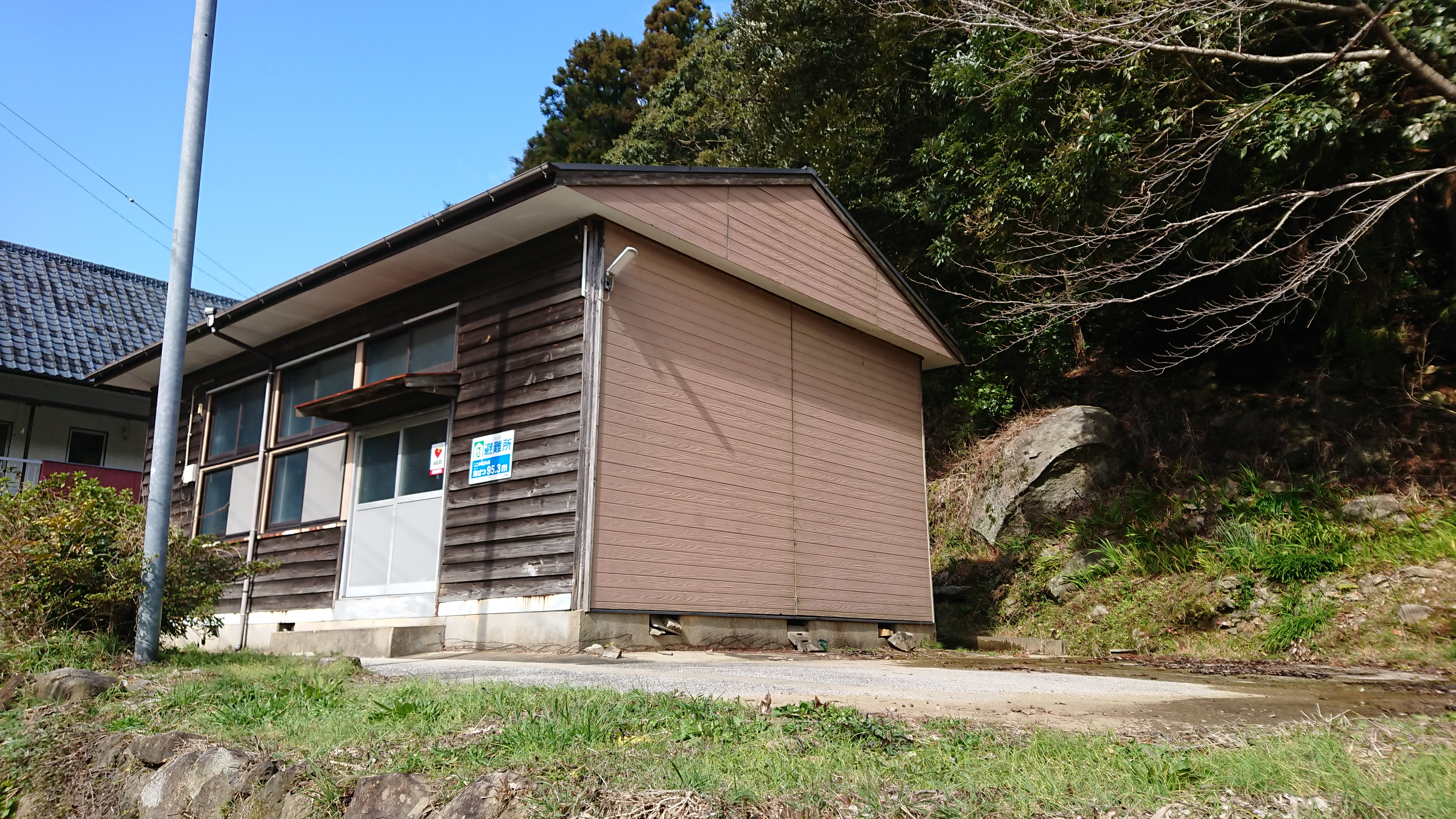
日掛分校跡地（現・日掛公民館）

- 1967年（昭和42年）3月31日 - スクールバス車庫が完成。
- 1969年（昭和44年）6月4日 - 完全給食を開始。
- 1974年（昭和49年）4月1日 - 対州鉱山の閉山により、児童数が大幅に減少。
- 1975年（昭和50年）3月31日 - 日掛分校を廃止し、本校に統合。
  - 日掛分校最終所在地 - 下県郡厳原町下原944-2番地（北緯34度12分10秒 東経129度14分51秒 / 北緯34.20278度 東経129.24750度）- 廃止後は日掛地区の公民館となっている。

金田小学校 単独期
- 1987年（昭和62年）4月1日 - 併設の金田中学校が統合のため廃止[6]され、併設を解消。
- 1990年（平成2年）3月 - 新校舎が完成。
- 2004年（平成16年）3月1日 - 対馬市の発足により、「対馬市立金田小学校」（現校名）に改称。
- 2016年（平成28年）4月1日 - 対馬市立阿連小学校を統合[1]。
- 2018年（平成30年）4月1日 - 対馬市立大調小学校を統合。
- 2022年（令和4年）4月1日 - 対馬市立佐須中学校の閉校により、中学校区が対馬市立厳原中学校に変更となる。

## アクセス
最寄りのバス停
かつて対馬交通により厳原市街地と小茂田地区を結ぶ路線バスが運行され、「金田校前」バス停が設置されていたが、現在では廃止されている。
最寄りの県道
- 長崎県道44号桟原小茂田線
- 長崎県道24号厳原豆酘美津島線

## 周辺
- 対馬市立佐須中学校（2022年（令和4年）3月末に閉校）
- 対馬市役所佐須窓口センター
- 佐須体育館
- 小茂田自治公民館
- 小茂田郵便局
- 下原簡易郵便局
- JA対馬佐須事務所
- 小茂田浜神社 - 文永の役で戦死した宗助国と部下が祀られている。
- 小茂田浜海水浴場
- 善門寺